# Georg Wieland (Politiker)
Georg Wieland (* 25. Mai 1842 in Göppingen; † 29. September 1923 ebenda) war Schreinermeister und Mitglied des Deutschen Reichstags.

## Leben
Wieland besuchte von 1848 bis 1854 die Volksschule, bis 1856 die Realschule und außerdem vier Jahre die gewerbliche Fortbildungsschule. Er erlernte von 1856 bis 1859 das Schreinerhandwerk, bereiste als Handwerksbursche Süd- und einen Teil von Mitteldeutschland, und führte an Stelle des verstorbenen Vaters vier Jahre das väterliche Geschäft. Im Frühjahr 1868 mit der Verheiratung erfolgte die Übernahme des Geschäfts auf eigene Rechnung. 1863 wurde er zum 7. Württembergischen Infanterie-Regiment ausgehoben und hat bei demselben die Kriege 1866 und 1870/71 mitgemacht. Während circa 20 Jahren war er Mitglied und Obmann des Bürgerausschusses, des Gemeinderats und der Amtsversammlung. Weiter war er Bezirksobmann des Württembergischen Kriegerbundes. Er wurde ausgezeichnet mit der Kriegsdenkmünze von 1866 und 1870/71, der Centenarmadaille, der goldenen Verdienstmedaille des Königlich Württembergischen Friedrichsordens, dem Ehrenzeichen für 25-jährigen Feuerwehrdienst und der goldenen Medaille des Königlichen Württembergischen Kronenordens beim 40-jährigen Feuerwehrdienst-Jubiläum als Kommandant.
Von 1907 bis 1912 war er Mitglied des Deutschen Reichstags für den Wahlkreis Königreich Württemberg 10 Gmünd, Göppingen, Welzheim, Schorndorf und die Deutsche Volkspartei. Er war als Kompromisskandidat aller bürgerlichen Parteien gegen den bisherigen sozialdemokratischen Reichstagsabgeordneten Hugo Lindemann nominiert worden.